# Quyền lực mềm
Quyền lực mềm (tiếng Anh: soft power) là một khái niệm do giáo sư người Mỹ Joseph Samuel Nye, Jr. ở đại học Harvard đưa ra lần đầu tiên trong một quyển sách phát hành năm 1990, Bound to Lead: The Changing Nature of American Power. Ông giải thích rõ hơn về khái niệm này trong quyển sách phát hành năm 2004, Soft Power: The Means to Success in World Politics. Thuật ngữ này hiện được các nhà phân tích và chính trị gia sử dụng rộng rãi trên khắp thế giới.
Theo giáo sư Joseph Nye, Quyền lực mềm là dùng khả năng giành được những thứ mình muốn thông qua việc gây ảnh hưởng để khiến người khác làm theo những gì mình muốn. Một đặc điểm của quyền lực mềm là không cưỡng bức, ép buộc. Ngược lại với quyền lực mềm là quyền lực cứng, mà dựa vào sức mạnh quân sự và kinh tế, quyền lực được thực hiện chủ yếu bằng cách đe dọa về quân sự (trong đời sống như sa thải, kỷ luật...) và lôi cuốn về kinh tế, mua chuộc (trong đời sống như tăng lương, thăng cấp). Còn quyền lực mềm thì đạt được những gì mình muốn bằng cách tác động tới hệ thống giá trị của người khác, làm thay đổi cách suy nghĩ của người khác, và qua đó khiến người khác mong muốn chính điều mà mình mong muốn. Đó là quyền lực mềm, thực hiện thông qua sự hấp dẫn và thuyết phục. Đối với một quốc gia, quyền lực mềm được tạo dựng trên 3 yếu tố: văn hóa quốc gia, giá trị quốc gia và chính sách của quốc gia đó.
Theo Monocle Soft Power Survey (cuộc thăm dò Quyền lực mềm của tạp chí Monocle), Hoa Kỳ hiện đang đứng hàng đầu về quyền lực mềm, kế đó là Đức hạng thứ hai. Trong 10 nước đứng đầu tiếp theo có Vương quốc Anh, Nhật Bản, Pháp, Thụy Sĩ, Úc, Thụy Điển, Đan Mạch, và Canada. Portland Soft Power 30, mà có lời nói đầu của Joseph Nye, xếp Vương Quốc Anh hàng đầu, theo sau đó hầu hết là các nước đã từng đứng top ten trong bản trên. Elcano Global Presence Report xếp hạng European Union thứ nhất xem cả khối như là một toàn thể.
| Thứ hạng | Quốc gia    |
| -------- | ----------- |
| 1        | Anh Quốc    |
| 2        | Đức         |
| 3        | Hoa Kỳ      |
| 4        | Pháp        |
| 5        | Canada      |
| 6        | Úc          |
| 7        | Thụy Sĩ     |
| 8        | Nhật Bản    |
| 9        | Thụy Điển   |
| 10       | Hà Lan      |
| 11       | Đan Mạch    |
| 12       | Ý           |
| 13       | Áo          |
| 14       | Tây Ban Nha |
| 15       | Phần Lan    |

| Thứ hạng | Quốc gia    |
| -------- | ----------- |
| 1        | Hoa Kỳ      |
| 2        | Đức         |
| 3        | Anh Quốc    |
| 4        | Nhật Bản    |
| 5        | Pháp        |
| 6        | Thụy Sĩ     |
| 7        | Úc          |
| 8        | Thụy Điển   |
| 9        | Đan Mạch    |
| 10       | Canada      |
| 11       | Tây Ban Nha |
| 12       | Ý           |
| 13       | Hà Lan      |
| 14       | New Zealand |
| 15       | Hàn Quốc    |

| Thứ hạng | Quốc gia    |
| -------- | ----------- |
| 1        | Hoa Kỳ      |
| 2        | Anh Quốc    |
| 3        | Đức         |
| 4        | Pháp        |
| 5        | Nhật Bản    |
| 6        | Trung Quốc  |
| 7        | Nga         |
| 8        | Tây Ban Nha |
| 9        | Ý           |
| 10       | Canada      |
| 11       | Úc          |
| 12       | Hà Lan      |
| 13       | Hàn Quốc    |
| 14       | Thổ Nhĩ Kỳ  |
| 15       | Thụy Điển   |

## Nghiên cứu thêm
- Giulio Gallarotti, Cosmopolitan Power in International Relations: A Synthesis of Realism, Neoliberalism, and Constructivism, NY: Cambridge University Press, 2010, how hard and soft power can be combined to optimize national power
- Giulio Gallarotti, The Power Curse: Influence and Illusion in World Politics, Boulder, CO.: Lynne Rienner Press, 2010, an analysis of how the over reliance on hard power can diminish the influence of nations
- Giulio Gallarotti. "Soft Power: What it is, Why itâs Important, and the Conditions Under Which it Can Be Effectively Used" Journal of Political Power (2011), works.bepress.com Lưu trữ ngày 29 tháng 6 năm 2011 tại Wayback Machine
- Soft Power and US Foreign Policy: Theoretical, Historical and Contemporary Perspectives, ed Inderjeet Parmar and Michael Cox, Routledge, 2010
- Steven Lukes, "Power and the battle for hearts and minds: on the bluntness of soft power," in Felix Berenskoetter and M.J. Williams, eds. Power in World Politics, Routledge, 2007
- Janice Bially Mattern, "Why Soft Power Is Not So Soft," in Berenskoetter and Williams
- J.S. Nye, "Notes for a soft power research agenda," in Berenskoetter and Williams
- Young Nam Cho and Jong Ho Jeong, "China's Soft Power," Asia Survey,48,3,pp 453–72
- Yashushi Watanabe and David McConnell, eds, Soft Power Superpowers: Cultural and National Assets of Japan and the United States, London, M E Sharpe, 2008
- Ingrid d'Hooghe, "Into High Gear: China's Public Diplomacy', The Hague Journal of Diplomacy, No. 3 (2008), pp. 37–61.
- Ingrid d'Hooghe, "The Rise of China's Public Diplomacy", Clingendael Diplomacy Paper No. 12, The Hague, Clingendael Institute, July 2007, ISBN 978-90-5031-117-5,36 pp.
- "Playing soft or hard cop," The Economist, ngày 19 tháng 1 năm 2006
- Y. Fan, (2008) "Soft power: the power of attraction or confusion", Place Branding and Public Diplomacy, 4:2, available at bura.brunel.ac.uk
- Bruce Jentleson, "Principles: The Coming of a Democratic Century?" from American Foreign Policy: The Dynamics of Choice in the 21st Century
- Jan Melissen, "Wielding Soft Power," Clingendael Diplomacy Papers, No 2, Clingendael, Netherlands, 2005
- Chicago Council on Global Affairs, "Soft Power in East Asia" June 2008
- Joseph Nye, The Powers to Lead, NY Oxford University Press, 2008
- Nye, Joseph, Soft Power: The Means to Success in World Politics[liên kết hỏng]
- Joshua Kurlantzick, Charm Offensive: How China's Soft Power is Transforming the World (Yale University Press, 2007). Analysis of China's use of soft power to gain influence in the world's political arena.
- John McCormick The European Superpower (Palgrave Macmillan, 2006). Argues that the European Union has used soft power effectively to emerge as an alternative and as a competitor to the heavy reliance of the US on hard power.
- Ian Manners, Normative Power Europe: A Contradiction in Terms?, princeton.edu
- Matthew Fraser, Weapons of Mass Distraction: Soft Power and American Empire (St. Martin's Press, 2005). Analysis is focused on the pop culture aspect of soft power, such as movies, television, nhạc pop, Disneyland, and American fast-food brands including Coca-Cola và McDonald's.
- Middle East Policy Journal: Talking With a Region, mepc.org
- Salvador Santino Regilme, The Chimera of Europe's Normative Power in East Asia: A Constructivist Analysis Regilme, Salvador Santino Jr. (tháng 3 năm 2011). "The Chimera of Europe's Normative Power in East Asia: A Constructivist Analysis" (PDF). Central European Journal of International and Security Studies. Quyển 5 số 1. tr. 69–90. Bản gốc (PDF) lưu trữ ngày 12 tháng 3 năm 2012. Truy cập ngày 25 tháng 3 năm 2013.{{Chú thích tạp chí}}:  Quản lý CS1: ngày tháng và năm (liên kết)